# 미하우 칼레츠키

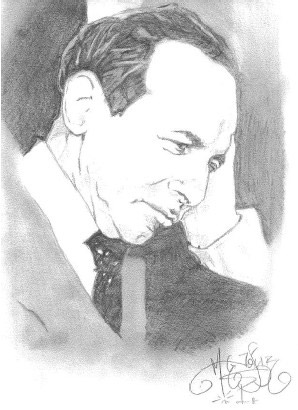

미하우 칼레츠키(폴란드어: Michał Kalecki, 1899년 6월 22일 ~ 1970년 4월 18일)는 폴란드의 경제학자이다.

## 생애
1899년 폴란드의 우치(Łódź)에서 태어났다. 그는 폴리테크닉에서 수학과 건설공학을 전공했으나, 독학으로 경제학을 공부해 보험회사에서 근무하면서 개별 상품 시장에 대한 분석 논평을 쓸 정도의 경제학 지식을 쌓았다. 이런 지식을 기초로 1929년부터 폴란드의 ‘경기순환과 가격연구소’에 근무하게 되고, 이 연구소에서 그를 경제학의 역사에 남게 할 역작 ≪경기순환 이론 에세이≫를 출간했다. 1936년 케인스의 일반 이론 출간에 자극받아 영국으로 건너간 그는 케임브리지, 옥스퍼드 대학에 10년간 체류하며 ≪경제변동 이론 에세이≫, ≪경제 동학 연구≫를 저술하는 등 활발한 연구를 지속했다. 그는 2차 세계대전이 끝난 후, 몬트리올을 거쳐 뉴욕의 유엔에서 다시 10년간 개발도상국의 경제 문제 등에 대해 연구하게 된다. 그는 또다시 미국의 매카시즘에 견디지 못하고 1955년 폴란드로 귀국하게 되는데, 폴란드에 돌아온 그는 랑게, 브루스와 함께 폴란드의 신경제 모델 수립에 참여해 사회주의의 경제계획과 성장전략에 대한 제안을 제시했다. 1963년부터는 ‘중앙 계획·통계 학교’에 교수로 부임하여 사회주의 성장 이론 연구와 교육에 몰두했다.

## 저서
주요 저서로는 ≪경기순환 이론 에세이(Essay on the Theory of the Business Cycle)≫(1933), ≪경제변동 이론 에세이(Essays in the Theory of Economic Fluctuations)≫(1939), ≪경기순환 이론 연구(Studies in the Theory of Business Cycles, 1933∼1939)≫(1966), ≪사회주의와 혼합경제의 경제성장 에세이 선집(Selected Essays on the Economic Growth of the Socialist and the Mixed Economy)≫(1972), ≪자본주의 이행의 마지막 국면(The Last Phase in the Transformation of Capitalism)≫(1972) 등이 있다.

## 같이 보기
- 모리스 돕